# Clervaux
Clervaux (lb. Klierf, niem. Clerf) − miejscowość i gmina (gemeng / commune / Gemeinde) w północnym Luksemburgu, siedziba administracyjna kantonu Clervaux. Do 3 października 2015 jako miasto leżało w dystrykcie Diekirch.

## Podział administracyjny
Do gminy należy 25 miejscowości, w tym 17 (Uertschaft) oraz osiem lieu-dit:
1. Clervaux (Klierf / Clerf)
2. Drauffelt (Draufelt)
3. Eselborn (Eeselbuer)
4. Fischbach (Fëschbech)
5. Fossenhof (Fossen), lieu-dit
6. Grindhausen (Grandsen)
7. Heinerscheid (Hengescht)
8. Hupperdange (Hëpperdang / Hüpperdingen)
9. Kalborn (Kaalber)
10. Kaaspelterhof (Kaaspelt), lieu-dit
11. Kaesfurt (Kéisfuert / Käsfurt), lieu-dit
12. Kalborn-Moulin (Kaalber Millen / Kalborner Mühle), lieu-dit
13. Kirelshof (Kirelshaff), lieu-dit
14. Lausdorn (Lausduer), lieu-dit
15. Lieler (Léiler)
16. Marnach (Maarnech)
17. Mecher
18. Munshausen (Munzen)
19. Reuler (Reiler)
20. Roder (Rueder)
21. Siebenaler (Siwwenaler)
22. Tintesmühle (Tëntesmillen), lieu-dit
23. Urspelt (Ischpelt)
24. Weicherdange (Wäicherdang / Weicherdingen)
25. Wirtgensmühle (Wirtgensmillen), lieu-dit

## Zabytki
- zamek w Clervaux[1]
- opactwo Clervaux[1]